# Piotr Łucjan
Piotr Łucjan (ur. 1960 w Lublinie) – polski malarz, absolwent Akademii Sztuk Pięknych w Krakowie.

## Życiorys
Studia i dyplom ukończył w 1986 roku w Akademii Sztuk Pięknych w Krakowie u prof. Jerzego Nowosielskiego. Był dwukrotnym stypendystą Ministerstwa Kultury i Sztuki (1987, 1990). Jest autorem książek: Moja druga wiosna, czyli spóźnione studia filologiczne u profesora Brunona Schulza zilustrowane i uszeregowane alfabetycznie (wyd. Episteme, Lublin 2014) oraz Maski (wyd. Fundacja Chrońmy Dziedzictwo, Lublin 2016). Mieszka i tworzy w podlubelskim Marysinie.
O twórczości malarza napisał jego nauczyciel i wykładowca, wybitny artysta Jerzy Nowosielski, u którego w pracowni malarstwa w Akademii Sztuk Pięknych w Krakowie kończył dyplom: „Malarstwo Piotra Łucjana jest od początku, tzn. od czasów kiedy go poznałem takie samo. Jest to malarstwo człowieka, który wydobywa ze swojego wnętrza, czyli ze świata swoich marzeń, ze świata swojej wyobraźni, gotowe już właściwie obrazy, a warsztat malarski nabyty w czasie studiów, czy dalszej już pracy artystycznej, samodzielnej to tylko jakby pomoc „techniczna”, może i bardzo ważna, ale nie konieczna, nie przesądzająca o tem co on naprawdę chce i może malować. Żeby w naszych czasach móc naprawdę malować, trzeba mieć do tego istotny „powód”, wewnętrznego artystę i wewnętrzny przymus, tak jak to ma Piotr Łucjan”.

## Wyróżnienia
- 1988: I nagroda w konkursie malarsko-graficznym w Hajduboszormeny na Węgrzech[2]
- 2000: I nagroda w Artestrasse w Brestii (Włochy)[2]
- 2004: III nagroda w konkursie malarskim Kiwanis Citta di Brescia (Włochy)

## Wystawy indywidualne
- 1980 Akademia Rolnicza w Lublinie
- 1981 Galeria „Kąt”, Lublin
- 1984 Klub Osiedlowy, Lublin
- 1986 Klub „Odeon”, Lublin
- 1986 Katolicki Uniwersytet Lubelski
- 1987 Filharmonia Lubelska
- 1988 „Żak” Akademickie Centrum Kultury, Lublin
- 1988 Salon „Desy”, Lublin
- 1988 Galeria „Nova”, Lublin
- 1989 Hallstahammar, Szwecja (rysunki)
- 1991 „Galeria 31”, Łódź
- 1992 „Galeria 31” Domu Kultury, Lublin
- 1993 Galeria „Zapiecek”, Warszawa
- 1999 Klub „Hades”, Lublin :
- 2000 Rocca Sforcesca, Soncino, Włochy
- 2000 Konsulat RP w Mediolanie, Włochy
- 2000 Instytut Polski w Rzymie, Włochy
- 2001 Galeria Rosenberg, Mediolan, Włochy
- 2001 1112 Gallery The Society for Arts, Chicago, USA
- 2002 Art Gallery Unlimited, Charlotte, USA
- 2003 Galeria Piotra Uznańskiego, Łódź
- 2004 Studio di Federico Giudici, Brescia, Włochy
- 2005 Klub „Hades”, Lublin
- 2007 Klub „Hades”, Lublin
- 2008 III Międzynarodowy Festiwal Brunona Schulza, Willa Bianki, Drohobycz, Ukraina
- 2009 Klub „Hades”, Lublin
- 2009 Galeria Garbary 48, Poznań
- 2010 Klub „Hades”, Lublin
- 2010 IV Międzynarodowy Festiwal Brunona Schulza, Willa Jarosza, Drohobycz, Ukraina
- 2012 V Międzynarodowy Festiwal Brunona Schulza, Synagoga, Drohobycz, Ukraina
- 2012 Hades-Szeroka, Lublin
- 2014 VI Międzynarodowy Festiwal Brunona Schulza, Stowarzyszenia Artystyczne Alter, Drohobycz, Ukraina
- 2016 Galeria im. B. Słomki, Katolicki Uniwersytet Lubelski, Lublin
- 2016 VII Międzynarodowy Festiwal Brunona Schulza, Kaplica cmentarza rzymskokatolickiego w Drohobyczu, Ukraina

## Wystawy zbiorowe (wybór)
- 2001 „Masters of Polish Contemporary Painting” The Society for Arts Chicago, USA
- 2002 EUROP'ART. 2002, Genewa, Szwajcaria
- 2002 Artyści Galerii The Society for Arts, Chicago, USA
- 2004 EUROP`ART. 2004, Genewa, Szwajcaria
- 2006 Artyści Galerii The Society for Arts, Chicago, USA
- 2007 Artyści Galerii The Society for Arts, Chicago, USA
- 2008 Malarska Ściana Wschodnia, Dom Polski, Ejszyszki, Litwa
- 2009 Entropy of Art., Stara Prochownia, Warszawa
- 2009 Entropy of Art., Galeria Amfilada, Olsztyn
- 2009 Malarska Ściana Wschodnia, Centrum Kultury Rejonu Solecznickiego, Soleczniki, Litwa
- 2010 Bruno Schulz. Inspiracje. Lwowska Galeria Sztuki. Ukraina
- 2010 Bruno4ever, Galeria Gardzienice, Lublin